# الدوري الإيراني الدرجة الثانية 2014–15
الدوري الإيراني الدرجة الثانية 2014–15 هو موسم من الدوري الإيراني الدرجة الثانية. فاز فيه نادي ألمنيوم أراك.